# Constantino II de Constantinopla
Constantino II de Constantinopla foi o patriarca de Constantinopla de 754 a 766. Após ter sido eleito pelo Concílio iconoclasta de Hieria, convocado pelo imperador bizantino Constantino V em 754, ele foi deposto e aprisionado após a descoberta de uma plano iconófilo contra a vida do imperador em junho de 766. No outono de 767, ele foi paradeado no Hipódromo de Constantinopla e, finalmente, decapitado.
Ele foi condenado pelo Segundo Concílio de Niceia, juntamente com Nicetas I e Anastácio, outros patriarcas iconoclastas de sua época.